# اغيل اسديدن (سبتارا)
اغيل اسديدن هو دُوَّار يقع بجماعة أمغراس، إقليم الحوز، جهة مراكش آسفي في المملكة المغربية. ينتمي الدوّار لمشيخة سبتارا التي تضم 9 دواوير. يقدر عدد سكانه بـ 50 نسمة حسب الإحصاء الرسمي للسكان والسكنى لسنة 2004.

## روابط خارجية
- البوابة الوطنية للجماعات الترابية
- المندوبية السامية للتخطيط